# Osmiridium

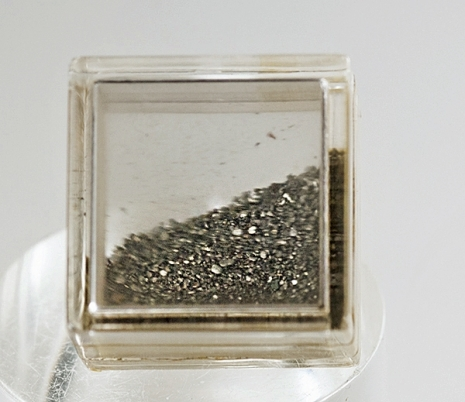
Osmiridiumkorn.

Osmiridium och Iridosmium är i naturen förekommande i hexagonala tavlor kristalliserade legeringar av metallerna osmium och iridium.
Som osmiridium eller sysserskit, dit en metall med mindre andel än 40 % iridium och högre halt osmium räknas har en tennvit färg medan iridosmium eller nevyanskit med en halt på mer än 40 % iridium och lägre halt osmium har en blygrå färg. Osmiridium har främst använts till spetsar på reservoarpennor.
Osmiriudium innehåller även andra Platinametaller, såsom platina, rodium och rutenium. Legeringen förekommer tillsammans med platina i Ural, i Brasilien, Australien och i Sydafrika där osmiridium förekommer tillsammans med guldet i Witwatersrand och utvinns som en värdefull biprodukt.